# Klanai kastély
A klanai kastély (horvátul: Kaštel Gradina Klana) egy főúri kastély romja Horvátországban, a Tengermellék-Hegyvidék megyében fekvő Klana nevű település felett.

## Fekvése
Az egykori kastély helye a „Gradina” régészeti lelőhely egy sziklás domb tetején található, közvetlenül Klana település központja felett. Legmagasabb pontja 629 m tengerszint feletti magasságban található. A falak külső kontúrjai szabálytalan alakúak, 30 m szélesek és 75 m hosszúak.

## Története
A stratégiai ellenőrzőpontot először a késő ókorban használták a rómaiak az ún. „liburniai limes” néven ismert őrállomásokból, erődítményekből, sáncokból álló védelmi rendszer kiépítésekor. Tekintettel arra, hogy a limes akkoriban Studena városa mellett haladt el, ez az őrtorony már a Római Birodalom területén található, ami azt jelenti, hogy Klana is római fennhatóság alatt állt. A Nyugat-római Birodalom, valamint az antik világ és életmód 5. századi összeomlása után Klana osztozott a térség többi részének sorsában, amelynek viszonylag gyorsan változtak urai. A 10. században Klana már a horvát államhoz tartozott (950 körül Horvátország területe egészen Labin városáig ért), ezt bizonyítja a közeli Permani település neve is, melyet az itteni horvát határőrökről neveztek el, akik az egykori  német határon őrködtek.
1118 körül Horvátország elvesztette a Klanáig terjedő területet, amelyet a németek meghódítottak, így most új határ már a Recsina folyó mentén húzódott, Horvátország védelmét pedig a grobnicaiak vették át. Ezután még 800 évbe tellett, mire a Klana újra visszatért a horvát állam fennhatósága alá. A Német-római Birodalom, Aquileia pátriárkája és Póla püspöke nevében a Brsečtől Klanáig tartó terület meghódítását duinói grófok (a Trieszthez közeli Duino kastélyról kapták a nevüket) hajtották végre, akik helyreállították a római őrtornyot, ahonnan a 13. és 14. században jobban tudták ellenőrizni a Trieszt és Fiume közötti forgalmat. Az őrtorony egy téglalap alakú épület volt, amely egyetlen helyiségből állt, amelyben csak az őrség lakott. 1351-ben Rudolf gróf Görz grófjait ismerte el örököseként, hogy családja kihalása esetén minden vagyona rájuk szálljon, ezzel megszegve az aquileiai pátriárkának tett hűségesküt. 1366-ban azonban az érdekei már arra kényszerítették, hogy a Habsburgokat ismerje el örököseinek. 1399-ben kihalt a Duinói grófi család, birtokaikat pedig Walsee grófjai vették át. Az új birtokosok felújították és bővítették az őrtorony lakóterét, és a korábbi őrhely lassan kissé robusztus erőddé nőtt.
Idővel a lakótér minősége fokozatosan javult, amit az itt talált, a különféle minőségű kályhakcsempék is bizonyítanak. Közvetlen közelében épült fel a Szentháromság templom, amelyből valószínűleg az a (1439-ben írt) glagolita felirattöredék származik, amely ma be van építve a Szent Jeromos plébániatemplom homlokzatába. A Walsee család 1466-ig birtokolta ezt a területet, amikor a Walsee nemzetség utolsó sarja, Wolfgang is meghalt, és végrendelete alapján a birtok a Habsburgok kezébe került.
1468-ban a Habsburg III. Frigyes német-római császár Klanát és Fiumét megerősített vámjaival két évre a Barbo családnak adta zálogba. A Barbo család azonban továbbra is az egész birtok és Klana település birtokosa maradt. A klanai Gradina hamarosan tovább bővüt egy nagyobb szabad területtel a lakosság és az állatállomány befogadására. Ebben az időszakban Klana uradalmi központ volt, mint azt 1523-ból és 1754-ből fennmaradt két urbáriuma is bizonyítja. A török korban stratégiai jelentősége megnőtt, a 16. században török támadások sorát kellett elszenvednie. 1559. február 2-án Malkocs klisszai szandzsákbég támadása során lakossága nagyrészt elmenekült, ezután jelentőségét elveszítette. 
1607-ben a régi erősséget kijavították. 1612-ben 500 fős, nagyrészt uszkókokból álló őrség állomásozott itt Stemberg kastavi kapitány alárendeltségében. A régi romos várkastély helyett a Barbók új kétszintes kastélyt építettek, mely valószínűleg a 18. század elején egy tűzvészben leégett. A 17. század első harmadában Elizabetta Barbo házassága révén Klana a Pazzoli család birtoka lett. Ebben az időben építették a régi hengeres torony felhasználásával az új trapéz alaprajzú kastélyt. Ez egy hosszúkás, szabálytalan négyszög alakú kastély teljes mértékben követte a sziklás magaslat természetes határait, melynek legnagyobb hosszúsága 75 m, szélessége pedig 20-25 m között változik. Maria Panizzoli házasságával a birtok a Orazio Scampicchié lett, majd halála után Wolfgang Oberburg szerezte meg. A 18. század első felében Lazzarini báró lett a birtokosa, majd Josip Negovetić báró vásárolta meg. Kegyúrként az ő neve olvasható a plébániatemplom bejárata feletti kőtáblán. A 18. század második felére a régi templom olyan rossz állapotba került, hogy le kellett bontani, oltárát 1776-ban az új plébániatemplomba vitték át.
A madridi béke megkötése után a kastély elvesztette jelentőségét, és fokozatosan elhagyták, míg az 1870. március 1-jén bekövetkezett katasztrofális földrengésben amely Klana község területét sújtotta, szinte teljesen eltűnt. Ezt követően az összes minőségi követ eltávolították belőle a lábánál fekvő település újjáépítése miatt. Az emberi kéz évszázadok óta nem is próbálta megállítani a kastély pusztulását, hanem éppen ellenkezőleg, maguk az emberek járultak hozzá annak mai állapotához.
Az 1990-es évek elején kezdődtek meg az egykori vár és kastély szisztematikus régészeti feltárási és állagmegóvási munkálatai az Állami Műemlékvédelmi Intézet Természetvédelmi Osztályának felügyelete alatt és a régészek szakértői irányításával. A munkák költségeihez jelentősen hozzájárult a megyei és a községi önkormányzat és az állam is biztosított minden szükséges forrást ehhez a hosszú távú, némileg végéhez közeledő munkához. Az európai alapok jelentős támogatásának köszönhetően megfelelő bekötőutat építettek, így a kastély maradványait az idegenforgalom számára hamarosan meg lehet nyitni.